# Q.E.D.
Q. E. D. je okrajšava za latinski izraz »quod erat demonstrandum« (dobesedno »kar je bilo treba pokazati«). Q.E.D. se lahko zapiše na konec matematičnega dokaza, kar pomeni, da je dokaz končan. 

## Zanimivosti
Študenti in profesorji so predlagali še nekaj alternativnih pomenov Q.E.D.
- »quite easily done«
- »konec enga dokaza«